# Petrus Hulthin
Petrus Hulthin, född 30 januari 1727 i Linköpings församling, Östergötlands län, död 17 november 1790 i Linköpings församling, Östergötlands län, var en svensk lektor.

## Biografi
Petrus Hulthin föddes 1727 i Linköping. Han var son till kyrkoherden Nicolaus Hulthin i Kättilstads församling. Hulthin studerade i Linköping och blev höstterminen 1745 student vid Uppsala universitet. Han avlade 16 juni 1755 magisterexamen och prästvigdes 18 mars 1758. Hulthin blev 23 december 1761 kollega vid Linköpings trivialskola, 30 maj 1760 konrektor och 13 mars 1773 rektor. Han blev 25 oktober 1777 lektor i eloquentiae et poeseos vid Linköpings gymnasium. Hulthin avled 1790 i Linköping.

### Familj
Hulthin gifte sig första gången 20 december 1767 med Helena Rebecka Juringius (1744–1775), dotter till kyrkoherden Zacharias Juringius i Västra Eneby församling och Anna Katarina Lindblom. De fick tillsammans barnen Nils Hulthin (1768–1775), Anna Sophia Hulthin (1770–1847) som var trolovad med kaptenen Fredrik Adolf Nisbeth, grosshandlaren Zacharias Hulthin (född 1773) i London och Helena Hulthin (1775–1775).
Hulthin gifte sig andra gången 12 augusti 1777 med Lovisa Ulrica Munck (1754–1795), dotter till häradsskrivaren Nils Göran Munck och Jannika Maria Broomé. De fick tillsammans barnen konsistorieamanuens Nils Peter Hulthin, Carl Hulthin (1780–1780), extra ordinarie prästmannen Carl Fredrik Hulthin, Anna Maria Hulthin (1784–1785) och Ulrica Christina Hulthin (1786–1791).

### Manuskript
- Tabulte Genealogicte prtecipuarum in OstroGothia Familiarum sacerdotis celebrium ab anno 1530 ad praesens usque tempus continuatae.[1]